# 齊藤珠緒
齊藤 珠緒（さいとう たまお、1962年 - ）は、神奈川県川崎市出身の日本の脚本家。

## 略歴
1985年に日本大学藝術学部映画学科を卒業し、同年に火曜サスペンス劇場『ある少女の犯罪 私は女!!』の脚本でデビュー。

## 人物
脚本家の国弘威雄の娘であり、かつては「国弘 珠緒」名義で活動していたほか一部の作品では父と共同で脚本を担当した。「国広 珠緒」、「斉藤 珠緒」、「斎藤 珠緒」、「齋藤 珠緒」名義でクレジットされることもある。

## 作品

### テレビドラマ
- 火曜サスペンス劇場（日本テレビ）
  - 「ある少女の犯罪 私は女!!」（1985年8月13日） - 鹿水晶子と共同脚本
  - 「182566の死者」（1987年5月19日） - 岡本克己と共同脚本
  - 「陰膳」（1995年8月29日）
  - 「救急指定病院」第6作（1996年9月17日）
- 水曜グランドロマン「帝都の夜明け 昭和三年の陪審裁判」（1989年9月27日、日本テレビ） - 国弘威雄と共同脚本
- 「はぐれ刑事純情派 第3シリーズ」第9話（1990年5月30日、テレビ朝日）
- 火曜ミステリー劇場「花嫁は容疑者」（1991年9月10日、テレビ朝日）
- 金曜ドラマシアター「母、いのち甦る日」（1992年1月31日、フジテレビ） - 国弘威雄と共同脚本
- 月曜ドラマスペシャル → 月曜ミステリー劇場（TBS）
  - 「万引きGメン・二階堂雪」
    - 第1作「万引きする女」（1998年4月27日）
    - 第2作「出来心」（1998年11月16日）
    - 第3作「虚栄心」（1999年6月7日）
    - 第4作「変身願望」（1999年11月22日）
    - 第5作「嫉妬」（2000年7月24日）
    - 第6作「逆恨み」（2001年4月9日）
    - 第7作「逃亡」（2001年10月8日）
    - 第8作「絆」（2002年4月15日） - 土屋斗紀雄が脚本を担当。齊藤は「原案」としてクレジットされた

  - 「カードGメン・小早川茜」
    - 第1作「借金地獄」（2000年3月20日）
    - 第2作「消せない過去」（2001年1月22日）
    - 第3作「甘い罠」（2001年10月29日）
    - 第4作「調査員は二度だまされる」（2002年3月4日）
    - 第5作「黒いデータ」（2003年2月10日）
    - 第6作「特命」（2003年6月2日）
    - 第7作「愚か者の涙」（2004年2月9日） - 三島有紀子と共同脚本
- 女と愛とミステリー「四つの終止符」（2001年1月14日、テレビ東京）

### テレビアニメ
- 「愛少女ポリアンナ物語」第8話（1986年2月23日、フジテレビ） - 久貴千彩子と共同脚本